# Емілія Пенькош-Гинек

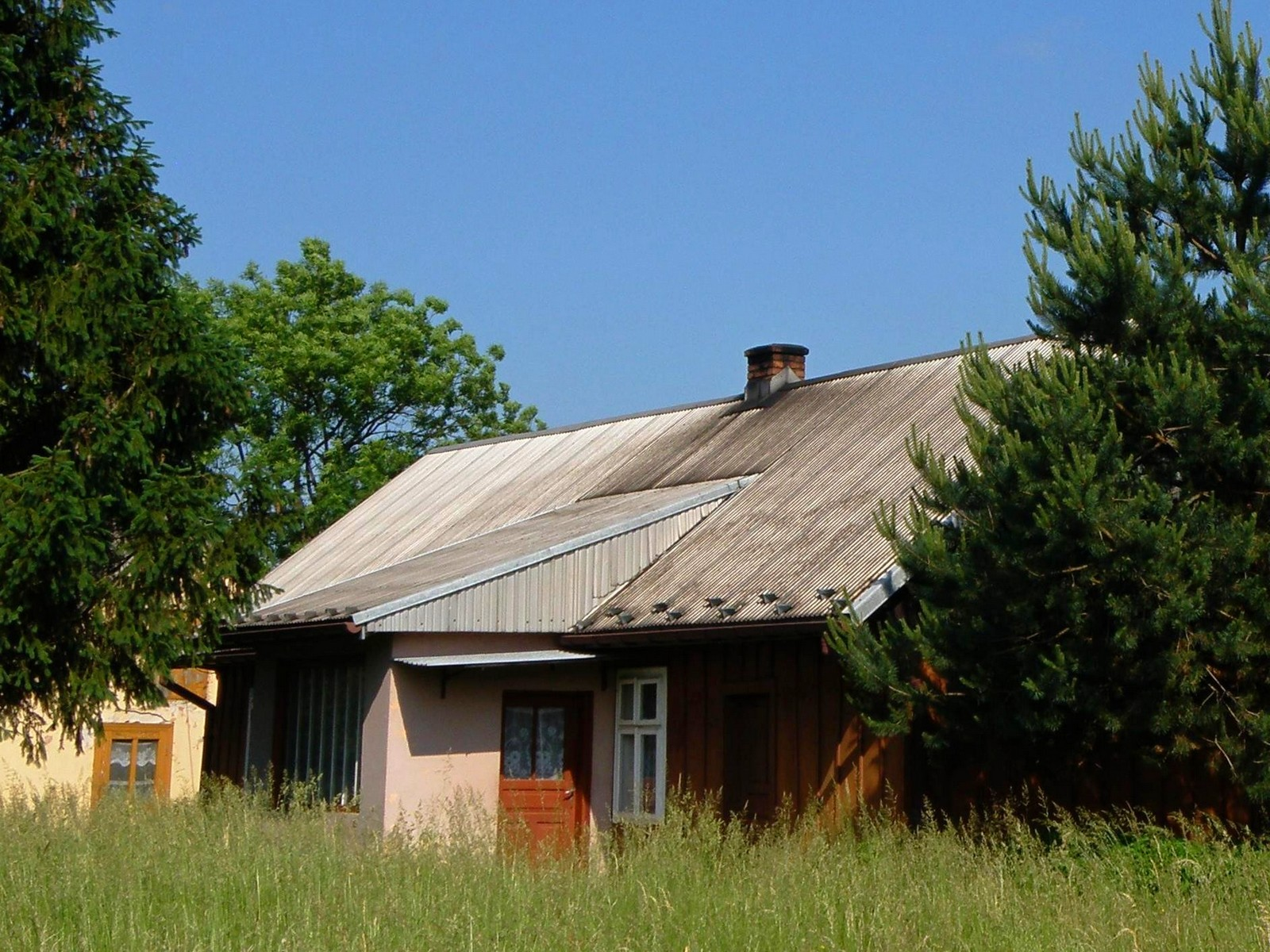
Родинний будинок

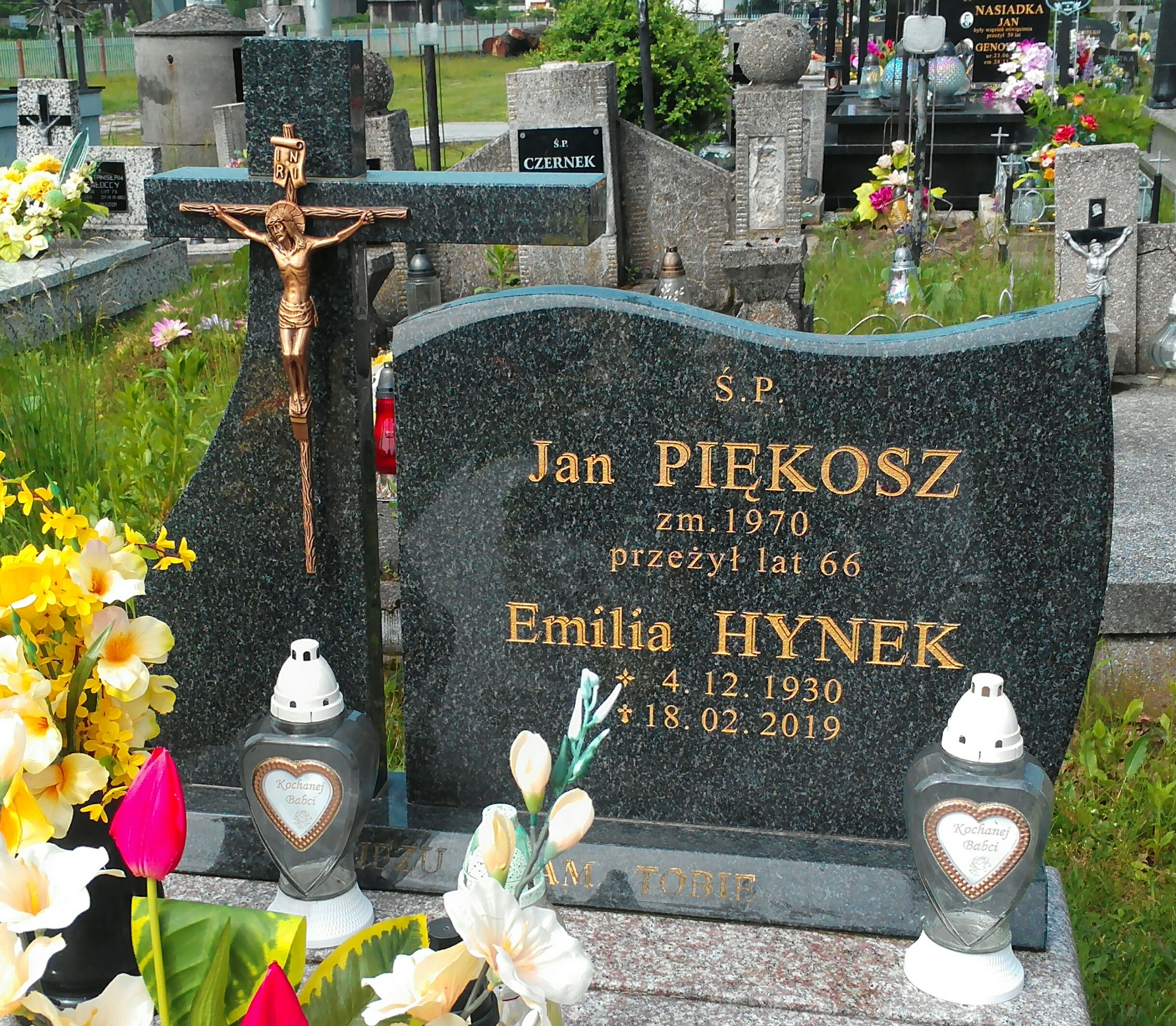
Похована біля батька

Емілія Пенькош-Хинек (пол. Emilia Piękosz-Hynek, 11 грудня 1930, Боженцин — 18 лютого 2019) — польська жінка, нагороджена званням та медаллю Праведник народів світу. 
Ім'я від народження — Емілія П'єнькош. Під час німецької окупації її мати Юлія ховала єврейську родину. Після війни, впродовж 25 років працювала на кухні на підприємстві «Zakłady Azotowe» (в даний час «Grupa Azoty») в Мосциці, в районі Тарнова. У 1996 році разом з матір'ю їй було присвоєно звання Праведник народів світу (у списку як Емілія Хинек). Була останнім живим жителем гміни Боженцин, яка була удостоєна цієї ізраїльської відзнаки. Померла 18 лютого 2019 року, через два дні похована у своєму рідному місті Боженцин. 